# Copa Chile 2018
La Copa Chile 2018 (Copa Chile MTS 2018 por razones de patrocinio) fue la 39.ª versión del tradicional torneo de copa entre clubes de Chile. En el torneo participaron los 32 equipos de las 2 categorías profesionales (Primera División y Primera B), quienes buscaron el cupo de Chile 4, para la Copa Libertadores 2019.
La final, disputada a doble partido, enfrentó a Palestino y a Audax Italiano, y se saldó con victoria del equipo "árabe" con sendos triunfos 1-0 en el Estadio Bicentenario de La Florida y 3-2 en el Estadio Municipal de La Cisterna, para poder consagrarse después de 41 años. De esta forma, Palestino alcanzó su tercer título copero, además de tener el derecho a participar en la Copa Libertadores 2019, en calidad de Chile 4 y jugar la Supercopa de Chile 2019, contra Universidad Católica campeón de la Primera División 2018. Previamente, el equipo dirigido por Ivo Basay había eliminado al campeón vigente Santiago Wanderers en la fase 2, a Unión La Calera en octavos de final, a Cobresal en cuartos y al subcampeón vigente Universidad de Chile en semifinales, por su parte Audax Italiano se convertía en el equipo con más finales disputadas sin ganar ninguna con 3 finales perdidas (1981,1998 y 2018) y amplió su sequía de títulos nacionales a 61 años (su último título nacional fue en 1957 cuando consiguió su cuarto título de Primera División).
Como novedad, se incluyeron, tras 6 años, a los clubes que militan en la Segunda División Profesional, y tras 8 años, a clubes de la ANFA, sean estos de Tercera División A y Tercera División B, completando un total de 48 participantes.

## Modalidad
La Copa Chile 2018 siguió con el sistema de eliminación directa, con llaves que se juegan a 2 partidos (ida y vuelta). Las llaves y posteriores encuentros en las fases fueron previamente sorteadas por la ANFP.
- Primera Fase: Los 16 clubes de Primera B, se enfrentarán con 16 clubes conformados por equipos de la Segunda División Profesional y Tercera División A. Los equipos de menor categoría serán locales en el primer partido. Los 16 clasificados avanzan a la siguiente fase.
- Segunda Fase: Los 16 clubes clasificados enfrentarán a los 16 clubes de la Primera División. Los equipos de menor categoría harán de local en el primer partido. Los 16 clubes clasificados avanzarán a la siguiente fase.
- Octavos de Final:Los 16 clubes clasificados se emparejarán para conformar las 8 llaves. A los clubes se les asignará un número del 1 al 16. Los equipos que tengan un número menor respecto a su rival, serán quienes sean los locales en el partido de ida. Serán 8 los equipos que clasifiquen a la siguiente fase.
- Cuartos de Final: Los 8 clubes clasificados se enfrentan, y según su número, se verá quién haga de local en el primer partido de la fase. Los clubes clasificados jugarán la siguiente fase.
- Semifinales: Los 4 equipos que avanzaron se enfrentan, siguiendo la regla del que quien posea el mayor número, será quien defina la llave en casa.
- Final: La final de la Copa se jugará en partidos de ida y vuelta. El ganador ganará la Copa Chile 2018, y tendrá el derecho a participar en la Copa Libertadores 2019 como "Chile 4".

## Premios
El equipo que se corone Campeón de esta edición, recibirá el trofeo de la Copa Chile, y ganará el derecho de competir en la Copa Conmebol Libertadores 2019 como "Chile 4". Además, se gana el derecho de jugar la Supercopa de Chile 2019, donde se enfrentará al campeón de la Primera División 2018.
En caso de que el equipo Campeón, esté clasificado en la Conmebol Libertadores por medio del Torneo Scotiabank de la Primera División, este cederá su cupo internacional al Subcampeón. Del mismo modo, si este llegara a estar clasificado a la Conmebol Libertadores por el mismo método, este cederá su cupo al cuarto lugar del torneo de Primera División, ocurriendo el mecanismo de sucesión. De ese modo, los cupos a Copa Conmebol Sudamericana 2019, serán desde el 5º al 8º lugar en el torneo de Primera División 2018.

## Árbitros
| Árbitros           | Edad    | Categoría |
| ------------------ | ------- | --------- |
| Víctor Abarzúa     | 37 años |           |
| Fabián Aedo        | 32 años |           |
| Gustavo Ahumada    | 39 años |           |
| Cristián Andaur    | 45 años |           |
| Fabián Aracena     | 40 años |           |
| Claudio Aranda     | 52 años |           |
| Héctor Arcos       | 46 años |           |
| Franco Arrué       | 46 años |           |
| Julio Bascuñán     | 46 años |           |
| Patricio Blanca    | 43 años |           |
| José Cabero        | 40 años |           |
| Rodrigo Carvajal   | 38 años |           |
| Claudio Cevasco    | 34 años |           |
| César Deischler    | 48 años |           |
| Nicolás Díaz       | 35 años |           |
| Cristián Droguett  | 46 años |           |
| Nicolás Gamboa     | 37 años |           |
| Cristián Garay     | 35 años |           |
| Francisco Gilabert | 42 años |           |
| Felipe González    | 45 años |           |
| Marcelo González   | 45 años |           |
| Felipe Jara        | 40 años |           |
| Marcelo Jeria      | 42 años |           |
| Héctor Jona        | 42 años |           |
| Juan Lara          | 35 años |           |
| Manuel Marín       | 41 años |           |
| Piero Maza         | 40 años |           |
| Kenneth Mella      | 36 años |           |
| Nicolás Millas     | 35 años |           |
| Nicolás Muñoz      | 40 años |           |
| Omar Oporto        | 41 años |           |
| Matías Quila       | 32 años |           |
| Christian Rojas    | 49 años |           |
| Carlos Rumiano     | 48 años |           |
| Benjamín Saravia   | 37 años |           |
| Roberto Tobar      | 46 años |           |
| Rafael Troncoso    | 47 años |           |
| Carlos Ulloa       | 49 años |           |
| Fernando Véjar     | 35 años |           |
| Manuel Vergara     | 34 años |           |

## Participantes
En la lista se ubican los clubes participantes del certamen, desde el norte, hasta el sur del país.

### Localización
| Equipo                    | Región             | Comuna o ciudad |
| ------------------------- | ------------------ | --------------- |
| San Marcos de Arica       | Arica y Parinacota | Arica           |
| Deportes Iquique          | Tarapacá           | Iquique         |
| Deportes Antofagasta      | Antofagasta        | Antofagasta     |
| Cobreloa                  | Antofagasta        | Calama          |
| Cobresal                  | Atacama            | El Salvador     |
| Deportes Copiapó          | Atacama            | Copiapó         |
| Deportes Vallenar         | Atacama            | Vallenar        |
| Coquimbo Unido            | Coquimbo           | Coquimbo        |
| Deportes La Serena        | Coquimbo           | La Serena       |
| Provincial Ovalle         | Coquimbo           | Ovalle          |
| Deportes Limache          | Valparaíso         | Limache         |
| Everton                   | Valparaíso         | Viña del Mar    |
| San Antonio Unido         | Valparaíso         | San Antonio     |
| San Luis                  | Valparaíso         | Quillota        |
| Santiago Wanderers        | Valparaíso         | Valparaíso      |
| Unión La Calera           | Valparaíso         | La Calera       |
| Unión San Felipe          | Valparaíso         | San Felipe      |
| Audax Italiano            | Metropolitana      | La Florida      |
| Barnechea                 | Metropolitana      | Lo Barnechea    |
| Colo-Colo                 | Metropolitana      | Macul           |
| Palestino                 | Metropolitana      | La Cisterna     |
| Unión Española            | Metropolitana      | Independencia   |
| Universidad Católica      | Metropolitana      | Las Condes      |
| Universidad de Chile      | Metropolitana      | Nuñoa           |
| Deportes Melipilla        | Metropolitana      | Melipilla       |
| Magallanes                | Metropolitana      | San Bernardo    |
| Santiago Morning          | Metropolitana      | Recoleta        |
| Deportes Recoleta         | Metropolitana      | Recoleta        |
| Lautaro de Buin           | Metropolitana      | Buin            |
| Municipal Santiago        | Metropolitana      | Santiago        |
| O'Higgins                 | O'Higgins          | Rancagua        |
| Tomás Greig FC            | O'Higgins          | Rancagua        |
| Colchagua                 | O'Higgins          | San Fernando    |
| Deportes Santa Cruz       | O'Higgins          | Santa Cruz      |
| General Velásquez         | O'Higgins          | San Vicente     |
| Curicó Unido              | Maule              | Curicó          |
| Rangers                   | Maule              | Talca           |
| Independiente             | Maule              | Cauquenes       |
| Deportes Linares          | Maule              | Linares         |
| Huachipato                | Biobío             | Talcahuano      |
| Universidad de Concepción | Biobío             | Concepción      |
| Fernández Vial            | Biobío             | Concepción      |
| Ñublense                  | Biobío             | Chillán         |
| Iberia                    | Biobío             | Los Ángeles     |
| Deportes Temuco           | Araucanía          | Temuco          |
| Malleco Unido             | Araucanía          | Angol           |
| Deportes Valdivia         | Los Ríos           | Valdivia        |
| Deportes Puerto Montt     | Los Lagos          | Puerto Montt    |

| Barnechea Audax Italiano Universidad de Chile Colo-Colo Universidad Católica Deportes Recoleta Unión Española Palestino Magallanes Santiago Morning Municipal Santiago \| Deportes Melipilla Lautaro de Buin \| |
| Deportes Melipilla Lautaro de Buin |

| Deportes Melipilla Lautaro de Buin |

## Información
| Primera División             | Primera División            | Primera División                 | Primera División | Primera División      | Primera División   |
| Equipo                       | Entrenador                  | Estadio                          | Capacidad        | Marca                 | Patrocinador       |
| ---------------------------- | --------------------------- | -------------------------------- | ---------------- | --------------------- | ------------------ |
| Audax Italiano               | Juan José Ribera            | Bicentenario de La Florida       | 12.000           | Macron                | Traverso           |
| Colo-Colo                    | Héctor Tapia                | Monumental                       | 47.347           | Under Armour          | MG Motors          |
| Curicó Unido                 | Jaime Vera                  | La Granja                        | 8.278            | Onefit                | Multihogar         |
| Deportes Antofagasta         | Gerardo Ameli               | Bicentenario Calvo y Bascuñán    | 21.000           | Cafu                  | Minera Escondida   |
| Deportes Iquique             | Miguel Riffo                | Municipal de Cavancha            | 5.500            | Rete                  | UNAP               |
| Deportes Temuco              | Miguel Ponce                | Bicentenario Germán Becker       | 18.000           | Joma                  | Rosen              |
| Everton                      | Javier Torrente             | Sausalito                        | 21.000           | Pirma                 | Fox Sports         |
| Huachipato                   | Nicolás Larcamón            | Huachipato-CAP Acero             | 10.500           | Mitre                 | PF                 |
| O'Higgins                    | Marco Antonio Figueroa      | El Teniente                      | 14.000           | Adidas                | VTR                |
| Palestino                    | Ivo Basay                   | Municipal de La Cisterna         | 12.000           | Training Professional | Bank of Palestine  |
| San Luis                     | Diego Osella                | Lucio Fariña Fernández           | 7.700            | Capelli Sport         | PF                 |
| Unión Española               | Martín Palermo              | Santa Laura Universidad-SEK      | 19.000           | Kappa                 | Universidad SEK    |
| Unión La Calera              | Víctor Rivero               | Lucio Fariña Fernández           | 7.700            | KS7                   | PF                 |
| Universidad Católica         | Beñat San José              | San Carlos de Apoquindo          | 15.281           | Umbro                 | DirecTV            |
| Universidad de Chile         | Frank Kudelka               | Nacional Julio Martínez Pradanos | 48.000           | Adidas                | Chevrolet          |
| Universidad de Concepción    | Francisco Bozán             | Ester Roa Rebolledo              | 33.000           | KS7                   | UdeC               |
| Primera B                    |                             |                                  |                  |                       |                    |
| Equipo                       | Entrenador                  | Estadio                          | Capacidad        | Marca                 | Patrocinador       |
| Barnechea                    | Hernán Peña                 | Municipal de Lo Barnechea        | 2.500            | Capelli Sport         |                    |
| Cobreloa                     | Rodrigo Meléndez (interino) | Zorros del Desierto              | 12.000           | Macron                | Finning CAT        |
| Cobresal                     | Gustavo Huerta              | El Cobre                         | 12.000           | KS7                   | Tandem Industrial  |
| Coquimbo Unido               | Patricio Graff              | Francisco Sánchez Rumoroso       | 18.000           | CAFU                  | TPC                |
| Deportes Copiapó             | Erwin Durán                 | Luis Valenzuela Hermosilla       | 8.500            | CAFU                  | Factor One         |
| Deportes La Serena           | Luis Marcoleta              | La Portada                       | 18.500           | Luanvi                | Muebles La Alpina  |
| Deportes Melipilla           | Jorge Miranda               | Roberto Bravo Santibáñez         | 6.500            | Training Professional | Ariztía            |
| Deportes Puerto Montt        | Fernando Vergara            | Chinquihue                       | 10.000           | KS7                   | PF                 |
| Deportes Valdivia            | Jorge Aravena               | Parque Municipal                 | 5.000            | Indumentaria OneFit   | AFP Modelo         |
| Magallanes                   | Óscar Correa                | Municipal de San Bernardo        | 3500             | Andrómeda             |                    |
| Ñublense                     | Emiliano Astorga            | Nelson Oyarzún Arenas            | 12.000           | Joma                  | Iansa              |
| Rangers                      | Leonardo Zamora             | Fiscal de Talca                  | 8.324            | Training Professional | PF                 |
| San Marcos de Arica          | Luis Musrri                 | Carlos Dittborn                  | 14.373           | Fénix                 | TPA                |
| Santiago Morning             | Jaime García                | Municipal de La Pintana          | 6000             | CAFU                  | Financiera Nasur   |
| Santiago Wanderers           | Moisés Villarroel           | Elías Figueroa Brander           | 21.000           | Macron                | TPS                |
| Unión San Felipe             | Christian Lovrincevich      | Municipal de San Felipe          | 10.000           | KS7                   |                    |
| Segunda División Profesional |                             |                                  |                  |                       |                    |
| Equipo                       | Entrenador                  | Estadio                          | Capacidad        | Marca                 | Patrocinador       |
| Colchagua                    | Raúl González               | Jorge Silva Valenzuela           | 6000             | OneFit                | Greenvic           |
| Deportes Recoleta            | Fabián Marzuca              | Municipal de San Bernardo        | 3500             | Training Professional |                    |
| Deportes Santa Cruz          | Osvaldo Hurtado             | Joaquín Muñoz García             | 6000             | Andrómeda             |                    |
| Deportes Vallenar            | Ramón Climent               | Nelson Rojas                     | 5.000            | KS7                   | Comercial Sol      |
| Fernández Vial               | Roberto Muñoz (Interino)    | Ester Roa Rebolledo              | 33.000           | CAFU                  | Lipigas            |
| General Velásquez            | Roberto Rojas               | Augusto Rodríguez                | 3.000            | Andrómeda             | Áridos San Vicente |
| Iberia                       | Patricio Almendra           | Municipal de Los Ángeles         | 4.150            | Training Professional | VTR                |
| Independiente                | Felipe Cornejo              | Manuel Moya Medel                | 4.000            | Joma                  |                    |
| Malleco Unido                | Miguel Ángel Gómez          | Alberto Larraguibel Morales      | 4.000            | Andrómeda             | Scotta             |
| San Antonio Unido            | Guillermo Pérez             | Doctor Olegario Henríquez        | 2.000            | TDeportes             | STI                |
| Tercera División             |                             |                                  |                  |                       |                    |
| Equipo                       | Entrenador                  | Estadio                          | Capacidad        | Marca                 | Patrocinador       |
| Deportes Limache             | Jeremías Viale              | Lucio Fariña Fernández           | 7.700            | Penalty               | Befoods            |
| Deportes Linares             | Manuel González             | Tucapel Bustamante Lastra        | 7.000            | Estampados Tomax      | Mundo Pacífico     |
| Lautaro de Buin              | Álvaro Muñoz                | Municipal de San Bernardo        | 3500             | TDeportes             |                    |
| Municipal Santiago           | Luis Pérez Franco           | Municipal de La Pintana          | 5.000            | Kuden                 | CORDESAN Santiago  |
| Provincial Ovalle            | Jorge Guzmán                | Diaguita                         | 5.160            | Training Professional | Cormar Bus         |
| Tomás Greig FC               | John Greig                  | El Teniente                      | 14 000           | Andrómeda             | Essbio             |

## Primera Fase
Los 16 equipos de la Primera B, se enfrentarán ante los 10 clubes de la Segunda División Profesional, más los 6 clubes de la Tercera División A. Se juegan partidos de ida y vuelta (donde en el partido de vuelta, el equipo de mayor categoría ejerce de local) y los 16 clasificados avanzarán a la Segunda Fase, en la ronda de 16avos de final, donde esperan los clubes de la Primera División. Las llaves comienzan el 25 de abril, y terminan el 16 de mayo. Las llaves fueron determinadas por ANFP basándose en el criterio geográfico.
| Local Ida           | Global        | Local Vuelta            | Ida   | Vuelta |
| ------------------- | ------------- | ----------------------- | ----- | ------ |
| Deportes Vallenar   | 1 - 3         | 'San Marcos de Arica'   | 0 - 2 | 1 - 1  |
| Fernández Vial      | 0 - 4         | Ñublense                | 0 - 2 | 0 - 2  |
| Iberia              | 3 - 4         | 'Rangers'               | 1 - 3 | 2 - 1  |
| Deportes Linares    | 2 - 3         | Deportes Valdivia       | 2 - 1 | 0 - 2  |
| Independiente       | 4 - 4 (3:1 p) | Santiago Morning        | 1 - 1 | 3 - 3  |
| Tomás Greig         | 1 - 5         | Magallanes              | 0 - 2 | 1 - 3  |
| General Velásquez   | 2 - 1         | Deportes Melipilla      | 0 - 0 | 2 - 1  |
| Deportes Santa Cruz | 0 - 5         | Barnechea               | 0 - 1 | 0 - 4  |
| 'Colchagua'         | 2 - 2 (4:3 p) | Unión San Felipe        | 0 - 1 | 2 - 1  |
| Lautaro de Buin     | 1 - 3         | 'Deportes La Serena'    | 1 - 0 | 0 - 3  |
| Municipal Santiago  | 0 - 6         | 'Santiago Wanderers'    | 0 - 1 | 0 - 5  |
| Deportes Recoleta   | 1 - 6         | Coquimbo Unido          | 0 - 4 | 1 - 2  |
| San Antonio Unido   | 2 - 4         | Cobresal                | 2 - 0 | 0 - 4  |
| Deportes Limache    | 3 - 3 (0:3 p) | Deportes Copiapó        | 2 - 2 | 1 - 1  |
| Provincial Ovalle   | 1 - 7         | Cobreloa                | 1 - 4 | 0 - 3  |
| Malleco Unido       | 2 - 6         | 'Deportes Puerto Montt' | 1 - 3 | 1 - 3  |

## Segunda Fase
Los 16 equipos clasificados de la fase anterior, se enfrentan a los 16 clubes de la Primera División. Los 16 equipos que clasifiquen en esta segunda fase, avanzarán al Cuadro Principal. En la ronda de octavos de final, las llaves fueron definidas por un sorteo previo el día 28 de mayo, en donde se estableció un cuadro para toda la fase final. Los números establecidos en este sorteo, determinarán la posición de los clubes en cada fase, y siempre el que tenga una numeración más alta definirá de local hasta la final.
Los partidos de ida y vuelta se disputarán entre el 9 y 21 de junio. Los tres equipos de Segunda División que accedieron a esta fase se medirán ante elencos de Primera División.
| Local Ida             | Global        | Local Vuelta              | Ida   | Vuelta |
| --------------------- | ------------- | ------------------------- | ----- | ------ |
| Independiente         | 0 - 5         | Curicó Unido              | 0 - 4 | 0 - 1  |
| Deportes Copiapó      | 3 - 2         | Deportes Antofagasta      | 2 - 0 | 1 - 2  |
| Deportes Valdivia     | 3 - 2         | Deportes Temuco           | 2 - 1 | 1 - 1  |
| Deportes La Serena    | 1 - 6         | Universidad de Chile      | 1 - 4 | 0 - 2  |
| Deportes Puerto Montt | 3 - 1         | Universidad de Concepción | 1 - 0 | 2 - 1  |
| Cobreloa              | 3 - 2         | Universidad Católica      | 1 - 2 | 2 - 0  |
| Coquimbo Unido        | 1 - 8         | Audax Italiano            | 0 - 5 | 1 - 3  |
| Cobresal              | 1 - 1 (5:4 p) | Everton                   | 0 - 0 | 1 - 1  |
| General Velásquez     | 2 - 5         | Unión Española            | 1 - 1 | 1 - 4  |
| Santiago Wanderers    | 3 - 6         | Palestino                 | 0 - 2 | 3 - 4  |
| Colchagua             | 0 - 0 (6:5 p) | O'Higgins                 | 0 - 0 | 0 - 0  |
| Magallanes            | 1 - 2         | Unión La Calera           | 1 - 1 | 0 - 1  |
| San Marcos de Arica   | 5 - 4         | Deportes Iquique          | 4 - 1 | 1 - 3  |
| Ñublense              | 3 - 2         | Colo-Colo                 | 2 - 0 | 1 - 2  |
| Rangers               | 1 - 4         | Huachipato                | 1 - 2 | 2 - 0  |
| Barnechea             | 2 - 1         | San Luis                  | 1 - 1 | 1 - 0  |

## Fase Final
|  | Octavos de final          | Octavos de final          | Octavos de final          | Octavos de final          | Octavos de final          |   |       | Cuartos de final  | Cuartos de final | Cuartos de final | Cuartos de final | Cuartos de final |  |    | Semifinales                                     | Semifinales                                     | Semifinales                                     | Semifinales                                     | Semifinales                                     |  |    | Finales                                      | Finales                                      | Finales                                      | Finales                                      | Finales                                      |  |
|  | 22 de junio al 2 de julio | 22 de junio al 2 de julio | 22 de junio al 2 de julio | 22 de junio al 2 de julio | 22 de junio al 2 de julio |   |       | 7 al 14 de julio  | 7 al 14 de julio | 7 al 14 de julio | 7 al 14 de julio | 7 al 14 de julio |  |    | Ida: 8 de septiembre Vuelta: 12 y 13 de octubre | Ida: 8 de septiembre Vuelta: 12 y 13 de octubre | Ida: 8 de septiembre Vuelta: 12 y 13 de octubre | Ida: 8 de septiembre Vuelta: 12 y 13 de octubre | Ida: 8 de septiembre Vuelta: 12 y 13 de octubre |  |    | Ida: 10 de noviembre Vuelta: 17 de noviembre | Ida: 10 de noviembre Vuelta: 17 de noviembre | Ida: 10 de noviembre Vuelta: 17 de noviembre | Ida: 10 de noviembre Vuelta: 17 de noviembre | Ida: 10 de noviembre Vuelta: 17 de noviembre |  |
|  |                           |                           |                           |                           |                           |   |       |                   |                  |                  |                  |                  |  |    |                                                 |                                                 |                                                 |                                                 |                                                 |  |    |                                              |                                              |                                              |                                              |                                              |  |
|  |                           |                           |                           |                           |                           |   |       |                   |                  |                  |                  |                  |  |    |                                                 |                                                 |                                                 |                                                 |                                                 |  |    |                                              |                                              |                                              |                                              |                                              |  |
|  | 10                        | Palestino                 | 1                         | 2                         | 3                         |   |       |                   |                  |                  |                  |                  |  |    |                                                 |                                                 |                                                 |                                                 |                                                 |  |    |                                              |                                              |                                              |                                              |                                              |  |
|  | 10                        | Palestino                 | 1                         | 2                         | 3                         |   |       |                   |                  |                  |                  |                  |  |    |                                                 |                                                 |                                                 |                                                 |                                                 |  |    |                                              |                                              |                                              |                                              |                                              |  |
|  | 12                        | Unión La Calera           | 1                         | 0                         | 1                         |   |       |                   |                  |                  |                  |                  |  |    |                                                 |                                                 |                                                 |                                                 |                                                 |  |    |                                              |                                              |                                              |                                              |                                              |  |
|  | 12                        | Unión La Calera           | 1                         | 0                         | 1                         |   | 10    | Palestino         | 1                | 1                | 2                |                  |  |    |                                                 |                                                 |                                                 |                                                 |                                                 |  |    |                                              |                                              |                                              |                                              |                                              |  |
|  |                           |                           |                           |                           |                           |   | 10    | Palestino         | 1                | 1                | 2                |                  |  |    |                                                 |                                                 |                                                 |                                                 |                                                 |  |    |                                              |                                              |                                              |                                              |                                              |  |
|  |                           |                           | 8                         | Cobresal                  | 1                         | 0 | 1     |                   |                  |                  |                  |                  |  |    |                                                 |                                                 |                                                 |                                                 |                                                 |  |    |                                              |                                              |                                              |                                              |                                              |  |
|  | 8                         | Cobresal                  | 8                         | Cobresal                  | 1                         | 0 | 1     | 3                 | 1                | 4                |                  |                  |  |    |                                                 |                                                 |                                                 |                                                 |                                                 |  |    |                                              |                                              |                                              |                                              |                                              |  |
|  | 8                         | Cobresal                  |                           |                           |                           |   |       |                   |                  | 4                |                  |                  |  |    |                                                 |                                                 |                                                 |                                                 |                                                 |  |    |                                              |                                              |                                              |                                              |                                              |  |
|  | 14                        | Ñublense                  | 0                         | 0                         | 0                         |   |       |                   |                  |                  |                  |                  |  |    |                                                 |                                                 |                                                 |                                                 |                                                 |  |    |                                              |                                              |                                              |                                              |                                              |  |
|  | 14                        | Ñublense                  | 0                         | 0                         | 0                         |   |       |                   |                  |                  |                  |                  |  | 10 | Palestino                                       | 1                                               | 2                                               | 3                                               |                                                 |  |    |                                              |                                              |                                              |                                              |                                              |  |
|  |                           |                           |                           |                           |                           |   |       |                   |                  |                  |                  |                  |  | 10 | Palestino                                       | 1                                               | 2                                               | 3                                               |                                                 |  |    |                                              |                                              |                                              |                                              |                                              |  |
|  |                           |                           | 4                         | Universidad de Chile      | 1                         | 0 | 1     |                   |                  |                  |                  |                  |  |    |                                                 |                                                 |                                                 |                                                 |                                                 |  |    |                                              |                                              |                                              |                                              |                                              |  |
|  | 6                         | Cobreloa                  | 4                         | Universidad de Chile      | 1                         | 0 | 1     | 6                 | 1                | 7                |                  |                  |  |    |                                                 |                                                 |                                                 |                                                 |                                                 |  |    |                                              |                                              |                                              |                                              |                                              |  |
|  | 6                         | Cobreloa                  |                           |                           |                           |   |       |                   |                  | 7                |                  |                  |  |    |                                                 |                                                 |                                                 |                                                 |                                                 |  |    |                                              |                                              |                                              |                                              |                                              |  |
|  | 13                        | San Marcos de Arica       | 0                         | 0                         | 0                         |   |       |                   |                  |                  |                  |                  |  |    |                                                 |                                                 |                                                 |                                                 |                                                 |  |    |                                              |                                              |                                              |                                              |                                              |  |
|  | 13                        | San Marcos de Arica       | 0                         | 0                         | 0                         |   | 6     | Cobreloa          | 1                | 2                | 3                |                  |  |    |                                                 |                                                 |                                                 |                                                 |                                                 |  |    |                                              |                                              |                                              |                                              |                                              |  |
|  |                           |                           |                           |                           |                           |   | 6     | Cobreloa          | 1                | 2                | 3                |                  |  |    |                                                 |                                                 |                                                 |                                                 |                                                 |  |    |                                              |                                              |                                              |                                              |                                              |  |
|  |                           |                           | 4                         | Universidad de Chile      | 2                         | 3 | 5     |                   |                  |                  |                  |                  |  |    |                                                 |                                                 |                                                 |                                                 |                                                 |  |    |                                              |                                              |                                              |                                              |                                              |  |
|  | 4                         | Universidad de Chile      | 4                         | Universidad de Chile      | 2                         | 3 | 5     | 2                 | 4                | 6                |                  |                  |  |    |                                                 |                                                 |                                                 |                                                 |                                                 |  |    |                                              |                                              |                                              |                                              |                                              |  |
|  | 4                         | Universidad de Chile      |                           |                           |                           |   |       |                   |                  | 6                |                  |                  |  |    |                                                 |                                                 |                                                 |                                                 |                                                 |  |    |                                              |                                              |                                              |                                              |                                              |  |
|  | 11                        | Colchagua                 | 1                         | 0                         | 1                         |   |       |                   |                  |                  |                  |                  |  |    |                                                 |                                                 |                                                 |                                                 |                                                 |  |    |                                              |                                              |                                              |                                              |                                              |  |
|  | 11                        | Colchagua                 | 1                         | 0                         | 1                         |   |       |                   |                  |                  |                  |                  |  |    |                                                 |                                                 |                                                 |                                                 |                                                 |  | 10 | Palestino                                    | 1                                            | 3                                            | 4                                            |                                              |  |
|  |                           |                           |                           |                           |                           |   |       |                   |                  |                  |                  |                  |  |    |                                                 |                                                 |                                                 |                                                 |                                                 |  | 10 | Palestino                                    | 1                                            | 3                                            | 4                                            |                                              |  |
|  |                           |                           | 7                         | Audax Italiano            | 0                         | 2 | 2     |                   |                  |                  |                  |                  |  |    |                                                 |                                                 |                                                 |                                                 |                                                 |  |    |                                              |                                              |                                              |                                              |                                              |  |
|  | 3                         | Deportes Valdivia         | 7                         | Audax Italiano            | 0                         | 2 | 2     | 4                 | 0                | 4                |                  |                  |  |    |                                                 |                                                 |                                                 |                                                 |                                                 |  |    |                                              |                                              |                                              |                                              |                                              |  |
|  | 3                         | Deportes Valdivia         |                           |                           |                           |   |       |                   |                  | 4                |                  |                  |  |    |                                                 |                                                 |                                                 |                                                 |                                                 |  |    |                                              |                                              |                                              |                                              |                                              |  |
|  | 5                         | Deportes Puerto Montt     | 0                         | 3                         | 3                         |   |       |                   |                  |                  |                  |                  |  |    |                                                 |                                                 |                                                 |                                                 |                                                 |  |    |                                              |                                              |                                              |                                              |                                              |  |
|  | 5                         | Deportes Puerto Montt     | 0                         | 3                         | 3                         |   | 3     | Deportes Valdivia | 0                | 2                | 2 (4)            |                  |  |    |                                                 |                                                 |                                                 |                                                 |                                                 |  |    |                                              |                                              |                                              |                                              |                                              |  |
|  |                           |                           |                           |                           |                           |   | 3     | Deportes Valdivia | 0                | 2                | 2 (4)            |                  |  |    |                                                 |                                                 |                                                 |                                                 |                                                 |  |    |                                              |                                              |                                              |                                              |                                              |  |
|  |                           |                           | 16                        | Barnechea                 | 1                         | 1 | 2 (5) |                   |                  |                  |                  |                  |  |    |                                                 |                                                 |                                                 |                                                 |                                                 |  |    |                                              |                                              |                                              |                                              |                                              |  |
|  | 1                         | Curicó Unido              | 16                        | Barnechea                 | 1                         | 1 | 2 (5) | 0                 | 2                | 2 (0)            |                  |                  |  |    |                                                 |                                                 |                                                 |                                                 |                                                 |  |    |                                              |                                              |                                              |                                              |                                              |  |
|  | 1                         | Curicó Unido              |                           |                           |                           |   |       |                   |                  | 2 (0)            |                  |                  |  |    |                                                 |                                                 |                                                 |                                                 |                                                 |  |    |                                              |                                              |                                              |                                              |                                              |  |
|  | 16                        | Barnechea                 | 1                         | 1                         | 2 (3)                     |   |       |                   |                  |                  |                  |                  |  |    |                                                 |                                                 |                                                 |                                                 |                                                 |  |    |                                              |                                              |                                              |                                              |                                              |  |
|  | 16                        | Barnechea                 | 1                         | 1                         | 2 (3)                     |   |       |                   |                  |                  |                  |                  |  | 16 | Barnechea                                       | 1                                               | 0                                               | 1                                               |                                                 |  |    |                                              |                                              |                                              |                                              |                                              |  |
|  |                           |                           |                           |                           |                           |   |       |                   |                  |                  |                  |                  |  | 16 | Barnechea                                       | 1                                               | 0                                               | 1                                               |                                                 |  |    |                                              |                                              |                                              |                                              |                                              |  |
|  |                           |                           | 7                         | Audax Italiano            | 1                         | 1 | 2     |                   |                  |                  |                  |                  |  |    |                                                 |                                                 |                                                 |                                                 |                                                 |  |    |                                              |                                              |                                              |                                              |                                              |  |
|  | 7                         | Audax Italiano            | 7                         | Audax Italiano            | 1                         | 1 | 2     | 2                 | 1                | 3                |                  |                  |  |    |                                                 |                                                 |                                                 |                                                 |                                                 |  |    |                                              |                                              |                                              |                                              |                                              |  |
|  | 7                         | Audax Italiano            |                           |                           |                           |   |       |                   |                  | 3                |                  |                  |  |    |                                                 |                                                 |                                                 |                                                 |                                                 |  |    |                                              |                                              |                                              |                                              |                                              |  |
|  | 9                         | Unión Española            | 0                         | 0                         | 0                         |   |       |                   |                  |                  |                  |                  |  |    |                                                 |                                                 |                                                 |                                                 |                                                 |  |    |                                              |                                              |                                              |                                              |                                              |  |
|  | 9                         | Unión Española            | 0                         | 0                         | 0                         |   | 7     | Audax Italiano    | 2                | 2                | 4                |                  |  |    |                                                 |                                                 |                                                 |                                                 |                                                 |  |    |                                              |                                              |                                              |                                              |                                              |  |
|  |                           |                           |                           |                           |                           |   | 7     | Audax Italiano    | 2                | 2                | 4                |                  |  |    |                                                 |                                                 |                                                 |                                                 |                                                 |  |    |                                              |                                              |                                              |                                              |                                              |  |
|  |                           |                           | 15                        | Huachipato                | 1                         | 1 | 2     |                   |                  |                  |                  |                  |  |    |                                                 |                                                 |                                                 |                                                 |                                                 |  |    |                                              |                                              |                                              |                                              |                                              |  |
|  | 2                         | Deportes Copiapó          | 15                        | Huachipato                | 1                         | 1 | 2     | 1                 | 1                | 2                |                  |                  |  |    |                                                 |                                                 |                                                 |                                                 |                                                 |  |    |                                              |                                              |                                              |                                              |                                              |  |
|  | 2                         | Deportes Copiapó          |                           |                           |                           |   |       |                   |                  | 2                |                  |                  |  |    |                                                 |                                                 |                                                 |                                                 |                                                 |  |    |                                              |                                              |                                              |                                              |                                              |  |
|  | 15                        | Huachipato                | 2                         | 1                         | 3                         |   |       |                   |                  |                  |                  |                  |  |    |                                                 |                                                 |                                                 |                                                 |                                                 |  |    |                                              |                                              |                                              |                                              |                                              |  |
|  | 15                        | Huachipato                | 2                         | 1                         | 3                         |   |       |                   |                  |                  |                  |                  |  |    |                                                 |                                                 |                                                 |                                                 |                                                 |  |    |                                              |                                              |                                              |                                              |                                              |  |
|  |                           |                           |                           |                           |                           |   |       |                   |                  |                  |                  |                  |  |    |                                                 |                                                 |                                                 |                                                 |                                                 |  |    |                                              |                                              |                                              |                                              |                                              |  |

Nota: El equipo de mayor número finalizará su llave como local.

## Campeón
|             |
| Palestino   |
|             |
| 3.er título |

## Estadísticas

### Goleadores
- Fecha de actualización: 10 de noviembre de 2018

| Jugador           | Equipo                | Anotado |
| ----------------- | --------------------- | ------- |
| Lucas Simón       | Cobreloa              | 6       |
| Gustavo Lanaro    | Deportes Valdivia     | 6       |
| Iván Ledezma      | Audax Italiano        | 5       |
| Sebastián Romero  | Cobreloa              | 5       |
| Sergio Santos     | Audax Italiano        | 4       |
| Mario Parra       | Cobreloa              | 4       |
| Albano Becica     | Deportes Puerto Montt | 4       |
| Javier Parraguez  | Huachipato            | 4       |
| José Muñoz        | Palestino             | 4       |
| Ignacio Jeraldino | Audax Italiano        | 3       |
| Bayron Oyarzo     | Barnechea             | 3       |
| Maxi Rolón        | Coquimbo Unido        | 3       |
| Jaime Grondona    | Deportes Puerto Montt | 3       |
| Orlando Gutiérrez | Deportes Puerto Montt | 3       |
| Sebastián Varas   | Ñublense              | 3       |
| Julián Fernández  | Palestino             | 3       |
| Rafael Viotti     | Santiago Wanderers    | 3       |
| Ángelo Araos      | Universidad de Chile  | 3       |
| Isaac Díaz        | Universidad de Chile  | 3       |

### Autogoles
- Fecha de actualización: 18 de junio de 2018

| Jugador       | Equipo             | Anotado |
| ------------- | ------------------ | ------- |
| Diego Urzúa   | Iberia             | 1       |
| Álvaro Torres | Independiente      | 1       |
| Rodrigo Brito | Deportes La Serena | 1       |